# Funda Gür
Funda Gür (* 19. Dezember 1970 in Malatya, Türkei) ist eine deutsche politische Beamtin (SPD) türkischer Herkunft. Seit 2025 ist sie Staatsrätin der Hamburger Behörde für Gesundheit, Soziales und Integration mit Zuständigkeit für den Bereich Soziales und Integration.

## Leben
Gür ist Kind einer Gastarbeiterfamilie, sie wuchs in Hamburg auf. Während eines Auslandsjahres in den Vereinigten Staaten absolvierte sie den Highschoolabschluss. Nach dem Abitur in Hamburg absolvierte sie ein Magisterstudium der Angewandten Kulturwissenschaften an der Leuphana Universität Lüneburg, welches sie 1999 abschloss. Bereits während ihres Studiums arbeitete sie für eine Autovermietung und blieb auch nach ihrem Studienabschluss im Unternehmen.
Von 2003 bis 2010 war sie als wissenschaftliche Mitarbeiterin für verschiedene Abgeordnete der Hamburgischen Bürgerschaft tätig, zunächst von 2003 bis 2008 für Aydan Özoğuz sowie von 2008 bis 2010 für Bülent Çiftlik und Peter Tschentscher. 2010 war sie zudem erneut für Aydan Özoğuz tätig, die inzwischen zum Mitglied des Deutschen Bundestages gewählt worden war. Von 2008 bis 2010 war sie Mitglied der Bezirksversammlung Hamburg-Nord.
2010 wechselte Gür in die öffentliche Verwaltung, war zunächst bis 2011 als wissenschaftliche Referentin im höheren Dienst der Freien und Hansestadt Hamburg tätig, fungierte ab der Bildung des Senats Scholz I (2011) bis 2015 als persönliche Referentin der Senatorin für Gesundheit und Verbraucherschutz Cornelia Prüfer-Storcks und übernahm nach Bildung des Senats Scholz II die Leitung des  Parlamentsbüros der Präsidialabteilung der Behörde für Gesundheit und Verbraucherschutz. 2016 wechselte Gür in die Behörde für Wirtschaft, Verkehr und Innovation, wo sie die Leitung des Referats für Parlaments- und Regierungsangelegenheiten übernahm und zudem zunächst als stellvertretende Abteilungsleiterin der Präsidialabteilung fungierte, welche sie von 2019 bis 2022 leitete. Nach dem Wechsel an der Spitze der Behörde für Wirtschaft und Innovation von Michael Westhagemann zu Melanie Leonhard übernahm Gür 2022 die Leitung der Unternehmenssteuerung der Hamburg Port Authority in der Behörde.
Im Zuge der Bildung des Senats Tschentscher III wurde Gür im Mai 2025 zur Staatsrätin für den Bereich Soziales und Integration in der von Senatorin Melanie Schlotzhauer geleiteten Behörde für Gesundheit, Soziales und Integration ernannt.
Gür ist seit 2003 Mitglied der Sozialdemokratischen Partei Deutschlands. Seit 2011 engagiert sie sich ehrenamtlich in der Arbeitsgemeinschaft der Sozialdemokratinnen und Sozialdemokraten im Gesundheitswesen Hamburgs und ist seit September 2016 stellvertretende Vorsitzende der Arbeitsgemeinschaft. Seit 2016 ist sie als Gemeindevertreterin in Oststeinbek tätig, seit 2023 als stellvertretende Fraktionsvorsitzende. 2020 kandidierte sie für den Posten der Oberbürgermeisterin von Delmenhorst, unterlag jedoch in der Stichwahl der CDU-Kandidatin Petra Gerlach.
Gür ist Mutter von Zwillingstöchtern und lebt in Oststeinbek.